# Anthemiphylliidae
Famille
Anthemiphylliidae est une famille de scléractiniaires (coraux durs dits coraux bâtisseurs de récifs). Il s'agit d'un corail solitaire

## Liste des genres
Le World Register of Marine Species, recense le genre suivant (au 17 juin 2015) :
- Anthemiphyllia Pourtalès, 1878